# Мак-Лауд (округ)
Мак-Ла́уд (англ. McLeod County) — округ в штате Миннесота, США. Административный центр — Гленко, крупнейший город — Хатчинсон. По переписи 2000 года в округе проживают 34 898 человек. Площадь — 1310 км², из которых 1274,4 км² — суша, а 35,6 км² — вода. Плотность населения составляет 27 чел./км².

## История
Округ был основан в 1856 году.